# Mod Lyset
Mod Lyset (traduzione letterale: "Verso la luce") è un film del 1919 diretto da Holger-Madsen.

## Trama
La contessa Ysabel è la promessa sposa del barone Sandro Grec, tuttavia ha un comportamento seduttivo verso Felix, che si innamora perdutamente di lei. Un giorno essi assistono ad un sermone del predicatore Elias Renato, che gestisce una mensa per i poveri in città, e Ysabel, che, pur rispettosa verso i religiosi, non è essa stessa credente, ne rimane positivamente colpita.
Quando vengono annunziate le nozze di Ysabel e di Sandro Grec, Felix è talmente angustiato che giunge a togliersi la vita. Questo è il primo colpo che scalfisce la sicurezza che la contessa poneva nel proprio stile di vita poco responsabile. Quando poi Sandro Grec, rivelatosi un noto malfattore sotto falso nome, viene arrestato nel giorno del matrimonio, il conflitto interiore di Ysabel si aggrava, mentre sua madre non riuscirà più a riprendersi dalla circostanza disdicevole.
Intanto Elias Renato ha edificato, su un’isola antistante la città, un piccolo villaggio per i senza tetto, nella quale viene accolta, fra gli altri, in fuga da un patrigno violento, Wenka.
Ysabel, nel tentativo di metter ordine nella propria vita, chiede a Elias Renato di avvicinarla alla fede: lo raggiunge sull’isola, e qui rimane di nuovo talmente affascinata dal religioso da confessargli il proprio amore per lui. In risposta, Elias, molto attratto dalla contessa, sta per fare altrettanto, ma poi si mette in mente trattarsi di una tentazione del diavolo, e riaccompagna Ysabel sulla terraferma, sul far della sera.
Sull’isola è stato ammesso anche il patrigno di Wenka, che, offeso per essere stato abbandonato dalla figliastra, incontrandola lì, la rinchiude in una costruzione di legno, alla quale, in stato di ebbrezza, dà inavvertitamente fuoco.
Giunta a casa Ysabel apprende della morte della madre, e sorprende sé stessa a giungere le mani in preghiera: infatti ella, colpita da questa nuova sventura, ha finalmente trovato la fede.
Intanto l’incendio nell’”isola dei senza tetto” si propaga in fretta. Dalla terraferma si notano le fiamme, e diverse persone si imbarcano nella notte verso l’isola per portare aiuto, fra cui Ysabel, che si dirige verso la luce dell’incendio e la luce di Dio.
Il mattino dopo il villaggio insulare è del tutto distrutto. Ysabel decide di rimanere stabilmente sull’isola per la ricostruzione e per condividere la missione di Elias Renato.
Qualche tempo dopo Ysabel ed Elias sono sposi.

## Produzione
Il film fu prodotto dalla Nordisk Films Kompagni.

## Distribuzione
Venne presentato in prima al Victoria-Teatret di Copenaghen il 21 luglio 1919.